# Bona de Borbón
Bona de Borbón (1341-Château de Mâcon, 19 de enero de 1402) hija de Pedro I de Borbón, duque de Borbón y por tanto hermana de Juana de Borbón. Se casó con Amadeo VI de Saboya en 1355 en París.. Inmediatamente después de su boda, su marido tuvo que volver al ejército, todavía empeñado en la Guerra de los Cien Años..
Tuvieron tres hijos:
- Una hija nacida en 1358, que murió a las pocas semanas[3]
- Amadeo VII de Saboya (1360-1 de noviembre de 1391). Casado con Bona de Berry (1365–1435), hija del Duque Juan I de Berry y una sobrina de Bona de Borbón.[3]
- Luis de Saboya (1362-1365).[4]

- Datos: Q2626231
- Multimedia: Bonne of Bourbon / Q2626231